# Bernhard Schaupke
Bernhard Schaupke (geboren am 21. Mai 1955 in Königs Wusterhausen) ist ein ehemaliger deutscher Fußballspieler.
Er spielte von 1974 bis 1975 bei Vorwärts Stralsund. In dieser Zeit spielte er mit dem Stralsunder Verein auch in der höchsten Spielklasse der DDR, der Oberliga, nämlich in der Saison 1974/1975, in der er fünf Mal zum Einsatz kam. Anschließend war er Motor Süd Brandenburg (1978 bis 1981), bei Lokomotive Stendal (1981 bis 1983) und bei Einheit Wernigerode aktiv.